# Personnages de Satan 666

Les personnages de Satan 666 sont des personnages de fiction créés par Seishi Kishimoto appartenant au shōnen manga Satan 666. Les personnages présents dans cet article sont classés en fonction de leur appartenance à une organisation.

## Groupe de Jio
- Jio Fleed :
O-Part: Zeroshiki, Zeroshiki Advance, Zeroshiki Advance R
élément: Satan

Le héros du manga. Jio est un jeune orphelin qui a vécu pendant des années tout seul sans jamais comprendre pourquoi il était rejeté. Au fil du temps, il en vint à détester les gens. Ses valeurs se tourneront vers lui-même et l'argent. Son but étant de conquérir et de s'imposer par la force chez les gens qui le rejettent, il désire conquérir le monde. Toutes les mauvaises expériences qu'il a vécues sont dues à Satan, le démon qui vit dans son corps et qui a en partie modifiée son apparence. En effet, Jio a originellement les cheveux et yeux noirs mais doit la teinte blanche et son second œil rouge à la présence du démon.
Dans sa quête, il se liera d'amitié avec Zéro, un loup solitaire qui lui apprendra à survivre. C'est entre autres pour cela qu'il possède des réflexes et une attitude au combat proche de celle des loups. Ses dessins sur les joues représentent d'ailleurs son attachement à son 1er maître. Il finira par rencontrer Ruby Crescent qui, malgré la présence du démon, restera à ses côtés. Avec le temps, c'est même la présence de la jeune fille qui influera sur la présence de Satan et qui aidera Jio à se rapprocher des gens. De plus, malgré son caractère, Jio espère toujours au fond de lui trouver des amis et une famille.
- Ruby Crescent :
O-Part: clé de Salomon
élément: Sandalfon

Ruby Crescent est une chasseuse de trésor. Les trésors étant les O-parts.Son Père Zeckt Crescent était lui-même chasseur de trésor. Un jour elle fit la rencontre de Jio Fleed avec lui, elle continua les recherches pour son père mais avec cette fois beaucoup plus d'aventure et de péripéties. Plus tard on apprendra que Ruby est la sœur jumelle de Lily la sœur de Cross Bianchina.Son père lui avait offert un collier qui était en fait la clé de l'ange numéro 10 Sandalfon dont Ruby est le réceptacle et qui permet de faire éveiller un ange lors d'un combat. C'est comme que Cross c'est éveillé a Metatron.
- Cross Bianchina :
O-Part: Justice
élément: Metatron

Treize ans avant le début de l'histoire, le gouvernement de Stea découvre la sephiroth no 1, Métatron, dans le corps d'un jeune poupon de deux ans. Quelques années plus tard, après que sa sœur se fait tuer par Satan en personne, Cross décide de rejoindre Stea. Grâce à sa puissance, il monte rapidement en grade et ne tarde pas à devenir le Commandant en Chef du vaisseau O-Part de rang SS, le Shin. En découvrant que Jio possède Satan, et que c'est ce même Satan qui a tué sa sœur, Cross est assez décontenancé. Il quitte alors Stea et décide de les rejoindre, attendant le réveil de Satan pour pouvoir le tuer. C'est ainsi qu'on le voit dans la "Next-gen" en compagnie de Ball, Kirin et Amidaba. Il possède un O-Part de rang C, Justice, qui sont 5 anneaux contrôlant les éléments, qu'il a eu de sa sœur. Il est très attaché à Ruby car elle ressemble beaucoup à sa sœur.
- Jin :
O-Part: Ashura

Jin est un ancien ami d'enfance de Jio. Ils se sont perdus de vue après que la forme Satan de Jio a tué les parents de ce dernier, et après que Jin a juré de se venger. Ils se rencontrent une nouvelle fois quelques années plus tard et s'affrontent. Au cours du combat, Jio laisse place à Satan, et ce dernier explique à Jin que c'est lui et non Jio qui les a tués. Alors que Jin est présumé mort, on le revoit lors du tournoi céleste de RockBird. Il ne cherche plus à tuer Satan, mais plutôt à le séparer du corps de son Jio. Jin a une affinité pour les O-Part de feu. Il continuera son périple plus tard avec Futomomo Tarô. On découvre plus tard que Jin aurait trouvé la sephiroth d'un démon qu'il aurait personnellement vaincu. On apprend ensuite qu'il s'agit d'une fausse sephiroth créée par Zeckt Crescent.
- Ball :
O-Part: Cool Ball, Tricky Ball

Ball est un jeune garçon extraverti qui entretient à la fois une relation d'amitié, mais aussi de rivalité avec Jio. Il adore les choses rondes (balles, « boobs »), les choses rondes dans tous les sens du terme). Il vivait autrefois à Entotsu City avant de rejoindre plus tard Jio et Ruby. Faisant au début semblant d'être un OPT, il est très surpris lorsque Kirin lui apprend qu'il en est vraiment un. Il semble avoir une affinité pour les O-Part magnétiques, qu'il affecte particulièrement. Il change plusieurs fois d'O-Part au cours de l'histoire. Il prouve plusieurs fois sa puissance, par exemple en battant le frère de Mei (Tsubame) alors que son troisième œil était ouvert.
S'il est au début intéressé par Ruby, il finira avec Mei à la fin de l'histoire. En effet, les dernières pages leur sont consacrées, on les voit quelques années plus tard avec deux enfants, un garçon (qu'ils nomment Jio), et une fille (Ruby). Leur fils Jio possède l'œil du cyclope de Mei et leur fille Ruby possède les caractéristiques d'un OPT. Ils ont tous les deux une grande écharpe autour du cou, ce qui nous rappelle énormément Jio (le vrai).
- Kirin :
pouvoir: troisième œil

Ball et Jio rencontrent Kirin vers le début de l'histoire. Kirin habite dans les premiers temps en ermite, en haut d'Entotsu City, et est réputé pour son talent à l'épée et ses connaissances en O-Part. C'est pour cela que Jio désire lui rendre visite (car son O-Part est brisé et il souhaite ainsi le réparer). Malgré son génie, on apprend plus tard que Kirin n'est pas un OPT, mais un ancien exécutant de Stea, maintenant accompagné de son chien, Jajamaru.
Plus tard, on découvre que Kirin est le fils d'une cyclope et d'un OPT, et qu'il a hérité du troisième œil de sa mère. Il a également un frère (qui lui est OPT), travaillant à Zenom, et nommé Kujaku, qu'il tuera plus tard de ses propres mains. Il lui laissera cependant le Katana de leur père, car malgré leur passé tumultueux, ils faisaient quand même partie de la même famille.
- Zero :
élément: Tzadokiel

Zéro était un loup solitaire jusqu'à ce qu'il rencontre Jio et qu’ils en fassent sont élèves. Zéro a toujours été tout seul car comme son père il était doté d'un pouvoir spécial qui faisait fuir les autres loups. Il sympathisa énormément et c'est lorsqu'avec ils tuèrent le ver géant qui terrorisait le désert où il vivait que Jio trouva un O-parts en forme de boomerang qu'il nomma en hommage a son maitre. Quand tous les amis de Jio de partirent a sa recherche Zéro les accompagnèrent et c'est lors d'un combat contre Zenom qu'il montra son pouvoir: Zéro était le réceptacle de l'ange Tzadokiel de la pitié.
- Mei :
pouvoir: troisième œil

Membre des Cyclops, les premiers vrais habitants du manga 666 Satan, Mei est, au début de l'histoire, très amoureuse de Jio, considérant toutes les femelles s'approchant de lui comme des rivales. Étonnamment, elle et Ruby deviendront vite amies malgré les sentiments que porte Jio à son égard, et les accompagneront dans leur périple après l'ellipse de 4 ans. Mei est la sœur cadette de Tsubame, l'ex-leader du village des Cyclops, porté disparu peu après l'arrivée de Jio dans leur village. Durant un combat contre Tsubame (on découvre qu'il a rejoint Zenom), Mei débloque son troisième œil, permettant à Ball de remporter la victoire. Mei réalise plus tard qu'elle n'utilisait Jio qu'en tant que "remplaçant" de son frère, et est maintenant "amoureuse" de Ball. On découvre que Kirin et Kujaku étaient les cousins du père de Mei. Mei fait partie des rares personnes à avoir entendu la voix de Jio avant qu'il ne disparaisse dans le Shin à la fin de l'histoire afin de sauver le monde. Quelques années plus tard, on la voit avec Ball, et ils ont des jumeaux. On ne voit pas son visage durant la scène, mais juste ses cheveux et ses vêtements. On se rend compte que toute cette histoire était en fait narrée par Ball et Mei, qui racontaient leur passé à leurs enfants, qu'ils ont nommés Jio et Ruby. À côté d'eux est posé le Tricky, l'O-Part magnétique de Ball.
- Amidaba :
O-Part: Raimbow

Amidaba a été pendant très longtemps membre des unités d'élite de Stea avec Kirin et Zeckt Cressent. Elle beaucoup tout ce qui est lié à la divination et est aussi très intelligente pour confectionner certains plans. Malgré son apparence, Amidaba est une fille ou plutôt un garçon manqué qui a souvent été écarté des discussions féminines de Mei et de Ruby. Elle apparait pour la première fois dans les prisons de Stea aux côtés de Ruby. On suppose qu'elle a dû trahir Stea pour rejoindre le groupe des héros du manga. Quand elle a dit à Ruby que son pendentif possédait plusieurs effects et que celui qu'Amidaba arrivait à utiliser était celui de voir l'avenir ; un effet qui lui allait très bien. Sinon son O-parts est un tatouage sur la main qui lui permet de contrôler la gravité.

## Gouvernement de Stea
- Miko :
O-Part: Squelette en titanium

Grande prêtresse du gouvernement de Stea, son but est de réunir les éléments de la sainte cabale afin que tout l'univers ne fasse qu'un et ainsi avoir toutes les réponses aux questions de l'univers. Elle ne possède plus qu'un corps spirituel, et s'incarne dans différents corps dont le principal reste un corps O-Part en titanium extrêmement dur.
- Ponzu :
élément: Lilith

Ponzu alias « Invisible » est une grande pirate informatique. Elle rejoint Zenom après la disparition de Cross de Stea et se laisse posséder par l'élément de la cabale inversée : Lilith (démon de l'Instabilité). Une fois Cross retrouvé, elle lui avoue ses sentiments pour lui.
- Kagehisa Mishima :
O-Part: Chitonium gun

Mishima est une personne importantes pour Stéa car il est le général qui s'occupe du projet cabale. Stéa la nommée a ce poste car il est à moitié machine et son bras droit possède un puissant canon qui a permis de repousser Hamiel qui voulait s'échapper et de l'insérer dans la cabale.
- Towaf Longinus :
O-Part: Red spear

Towaf est la personne la plus puissante de tout le gouvernement de Stéa. Si Stéa a gagné de nombreuses guerres c'est en partie grâce à sa stratégie et à ses talents en tant qu'OPT.
- Mickael :
élément: Mickael

Mickaël est le réceptacle de l'ange du même nom. Mickael étant l'ange de la beauté, il trouve tout laid en comparaison à lui ce qui fait de lui une personne arrogante et énervante.
- Tsubame :
pouvoir: troisième œil

Tsubame est le frère de Mei et donc un cyclope. Depuis qu'il a réussi à ouvrir son troisième œil, il a quitté les cyclopes pour rejoindre le gouvernement de Stéa. Il se sert extrêmement bien de son troisième œil.
- Barua :

Il était sous commandant du Shin lorsque celui-ci appartenait au gouvernement de Stéa, après s'être rebellé contre Stéa, il vola le Shin et créa son propre royaume indépendant. Malgré cela, il se fera posséder par l'esprit de miko et mourra à bord du Shin.

## Zenom
- Zeckt Cressent :
élément: Asmodée & Bélphégor

Pour Ruby Zeckt a toujours été son père biologique. Mais la réalité est bien plus compliqué que ça. Zeckt a fait partie des forces gouvernementales de Stéa. Il était réputé car il était puissant et ses ennemies l'appelaient même l'ombre rouge. Un jour, il a décidé de trahir Stéa pour créer Zenom, une organisation qui avait pour but de détruire Stéa. Au moment de partir, il décida d'emmener avec lui la clé de Salomon et l'ange Sandalfon. Sandalfon était à l'intérieur de Ruby. Il a toujours été gentil et attentionné avec Ruby mais un jour il la laissa à des amis et partit pour diriger l'organisation qu'il avait créée, Zenom. Depuis, Ruby le cherche pensant qu'ils pourraient revivre une vie amicale comme le feraient un père et sa fille mais Zeckt ne le prit pas tout de suite comme ça. Et ce n'est qu'au devant de la mort qu'il se dit qu'avoir une fille comme Ruby était une bonne choses.
- Kujaku :
élément: Adramalec

Kujaku est le frère de Kirin et aussi est l'un des quatre cavaliers de l'apocalypse. Pendant son enfance il a été élevé par son père qui l'a entrainé au maniement du sabre mais qui l'a toujours critiqué. En fait Taka son père le criquait pour le faire progresser car il voulait que soit a lui qu'il donne son sabre qui se transmet de génération en génération dans leur famille. Croyant que son père le détestait, il détruisit la tombe de sa mère par colère et la il trouva un démon qui le parasita et avec lequel il tua Taka. Depuis ce jour Kirin recherche son frère pour pouvoir s'expliquer.
- Rocke :
O-Part: Kerberos, 12 Gardiens
élément: Samael

Il fait partie des cavaliers de l'apocalypse, il fait aussi partie de la cabale en tant que Samael (ange de la rigueur). C'est un tireur hors pair. Il faisait autrefois partie des forces de Stea, mais après avoir vu le massacre d'innocent orchestré par Stea, il rejoint Zenom, qu'il considère comme juste. Cet ange lui donne le pouvoir d'invoquer les démons de la cabale inversée et de les faire travailler pour lui. Son vrai pouvoir est la télépathie, il est capable de lire les futurs mouvements de son adversaire.
Rock travaillait autrefois pour Stea, mais il s'est senti trahi par sa patrie en voyant les massacres que les supérieurs leur ordonnait de faire.
- Franken Schretzz :
O-Part: Franken Schretzz

Il fait partie des cavaliers de l'apocalypse, c'est un enfant de 10 ans qui n'a pas marché une seule fois dans sa vie, il a été sauvé par son père Brownie Schretzz qui l'a transformé en robot. Amibada semble connaître son père, le professeur Brownie Shretzz. C'est un gardien qui ressemble à un robot avec un grand masque sur le visage. Les autres gardiens l'appellent M. Franken. Récemment, on découvre que Franken n'est qu'un cerveau contrôlant tout le corps dont il est pourvu, créé par le professeur Brownie Schultz, qui ne supportait pas que son fils soit incapable de marcher un jour. C'est ce même père qui réalise des expériences sur son fils et qui en fait un OPT. Après le combat opposant Franken à Ball, Ball remporte la victoire, mais refuse d'achever son ennemi, car il le comprend. Cependant, alors que Ball tend sa main vers le "cerveau" de Franken, celui-ci est détruit d'une balle par Brownie Schultz.
- Spika :
O-Part: Fairy ring

C'est la dernière des cavaliers de l'apocalypse. Très discrète et polie, lorsqu'elle rencontre Cross et Ruby elle leur demande gentiment de rentrer chez eux, et leur indique la sortie derrière eux. Ces derniers refusant, elle leur indique alors « le chemin vers l'enfer » d'après ses dires et un combat se déclenche. Son O-Part est un anneau permettant de matérialiser les mots et leur signification. Alors qu'elle se bat contre Ruby, elle sauve accidentellement Futomomotarou. Elle le considère alors comme son mari et quitte Zenom, se déclarant : « loyale d'abord envers son mari ».
- Brownie Shretzz :

Imminent scientifique de Zenom, son corps est entièrement robotisé. Il réussit à créer des OPT artificielle. Il se suicidera après avoir compris l'erreur qu'il avait commis avec son fils Franken.
- Shuri :
O-Part: Lace

Shuri était un cadre un cadre supérieur de Zenom qui a rejoint ses rangs depuis le jour où ces parents ont été tués par les membres de gouvernement de Stéa. Lors d'une mission que l'organisation lui a confié Shuri changea radicalement de comportement : il laissa place a un cœur ouvert au autre, lui qui depuis le début ne vivait que pour Zenom. C'est durant son combat contre Jin qu'il a changé. Après le tournoi et l'enlèvement de Yuria par Zenom, Shuri décida de partir s'entraîner dans le monde et par la même occasion entraîner son nouvel ami Kyte qui devait libérer sa sœur des Griffes de Zenom et de la cabale inversé.
- Wize Yuri :
O-Part: Mekishis

On le surnomme le magicien pourpre. Membre de Zenom, il est réputé pour sa cruauté et sa soif de pouvoir (à chacun de ses piercings correspond un ennemi qu'il a tué); il se fait couper le bras par Jio et meurt aspiré par Mekishis. Il combat Jio et gagne, mais perdra lors du second affrontement. Son O-Part consiste en deux anneaux dimensionnels qui permettent à l'utilisateur de séparer les parties de son corps. Sa langue est pleine de piercings (un piercing pour une personne tuée).
- Baku :
O-Part: Hanya

Chef exécuteur de Zenom, Baku semble être la personne en qui Zeckt Crescent a le plus confiance, et connait un grand rayon sur les cabales. Son O-Part, Magma Mask, lui permet de lire dans les pensées et de se téléporter. Durant le combat opposant Zeckt à Jio, Baku est possédé par Miko qui a pour ordre de voler la 2e partie de l'O-Part légendaire de la lui ramener. Même son visage prend forme de celui de Miko. Après une belle provocation de la part de Miko (à travers Baku), Jio, de rage, envoie Baku se faire exploser contre un rocher. On ne sait pas si ce dernier est encore vivant.
- Elga :

Elga est un cadre supérieur de l'organisation de Zenom qui a accompagné kujaku lors de la mission où Week et Berthil (les parents adoptifs de Jio) ont été tués. Elle a été battue par Jio qui était fou de rage et Kujaku l'a tuée soi-disant par erreur.
- Museshi :

Capitaine de Zenom, il est « mort de peur », à la suite d'une attaque de Ball.

## Rockbird
- Icaros :
élément: Belzebuth

Icaros est le seigneur de la ville céleste de Rockbird. Son but est de capturer les éléments des cabales pour assimiler les informations qui sont soi-disant à l'intérieur de chaque élément. Il a d'ailleurs organisé le fameux tournoi de Rockbird pour trouver ces fameux éléments de la cabale. Son tournoi sert aussi à trouver un OPT puissant qui permettrait de faire fonctionner sa ville qui est un O-parts. En fait, il se sert de la ville de Rockbird pour trouver de la matière et lui permettre d'atteindre la forme ultime de Belzebuth son démon.
- Anna :
O-Part: Tenyo

C'est une participante au tournoi de Rockbird. Elle tenait à gagner pour retrouver son fiancé, Mars.
- Mars :
O-Part: Magic Book

Il fut l'ancien vainqueur du tournoi organisé sur Rockbird. Il était retenu par Icaros qui se servait de son esprit pour alimenter la cité afin qu'elle puisse rester dans les airs. Il fut tué par Icaros.
- Futomomo Tarô :
O-Part: Epée Maquereau

Obèse OPT qui utilise l'Epée du Hareng en guise d'O-Part, que Jio & co rencontrent durant le tournoi céleste de Rock Bird. Il est le "mari" de Spika, des quatre gardiens de Zenom. Il semble avoir la capacité d’accaparer les caractéristiques d’un animal en mangeant une boulette.
- Kyte :
O-Part: Big Knife, Heavy Metal

On le voit pour la première fois aux inscriptions du tournoi de Rockbird (Tome 8), accompagné de son amie Yuria, pour qui il porte un amour sans fin. Kyte est défait par Ball lors du premier tour du tournoi. Dans la next-gen, il combattra aux côtés de Shuri (passé du côté "gentils") qui sera en quelque sorte son entraineur, les deux ayant pour but de sauver Yuria, enfermée dans la cabale inversée.
- Yuria :
élément: Lucifugus

Amie de Kyte, arrivée sur Rockbird avec lui, elle a pour but, avec son ami, de "guérir son bras" grâce à la récompense du vainqueur. Elle arrive un temps à cacher son sinistre secret : son bras "malade" abrite Lucifugus, le démon du refus, élément de la cabale inversée. Celui-ci ne tarde pas à se montrer, pendant son combat contre Python (tome 10) où Yuria est poussée dans ses derniers retranchements. Capturée par Kujaku pour être ajoutée à la cabale inversée, la fillette devra attendre le secours de Kyte et Shuri lors de la saison 2 pour être saine, sauve, et délivrée du démon.
- Python Jack :
O-Part: Biraiya

Python était avant un chercheur de trésor. Il a été totalement brulé par l'acide d'un O-parts qu'il a rencontré dans sa mine et dont il se sert maintenant. Depuis son accident, tout le monde le traite de monstre et c'est pour cela qu'il a décidés d'en devenir un en tuant tout le monde par simple plaisir.
- Mine :
O-Part: Mii

L'OPT ici est le petit furet que l'on voit sur l'épaule de Mii et, aussi impressionnant que cela puisse paraître, ce que l'on croit être un homme avec son masque est en fait l'O-parts d'un furet.

## Autres
- Lily Bianchina :

Il s'agit de la sœur de Cross, elle fut tuée par Satan pour empêcher Cross de pouvoir éveiller Metatron en lui. C'était en fait un clone de la clé de Salomon réalisé par le gouvernement de Stea destiné à éveiller Métatron enfermé en Cross.
- Taka :
pouvoir: troisième œil

Membre du peuple des Cyclopes, il est aussi le père défunt de Kirin et de Kujaku, par vengeance, son fils Kujaku l'a tué. Il était marié à une humaine.
- Jajamaru :
O-Part: zero

C'est le chien de Kirin, OPT de son état.
- Jojomaru :

C'est le fils de Jajamaru.